# چهو دورادو
چهو دورادو (انگلیسی: Chechu Dorado؛ زادهٔ ۱۰ ژوئیهٔ ۱۹۸۲) بازیکن فوتبال اهل اسپانیا است.
از باشگاه‌هایی که در آن بازی کرده‌است می‌توان به باشگاه فوتبال اوئسکا، باشگاه فوتبال رئال بتیس، باشگاه فوتبال ویارئال، و باشگاه فوتبال رایو وایکانو اشاره کرد.